# Список екзопланет, відкритих за періодичними пульсаціями
Це список із позасонячних планет, які були виявлені за періодичними пульсаціями. Відомо 8 відкритих за пульсаціями пульсара та 12 за пульсаціями змінної зорі. Список відсортований за орбітальними періодами. Метод працює, виявляючи зміни в радіовипромінюванні пульсарів, викликані гравітацією планет, що обертаються. Те ж саме працює для змінних зорей, не за зміною радіохвиль, а за зміною світлового випромінювання.
Наймасивнішою планетою, виявленою за періодичними пульсаціями, є HW Virginis b , яка має масу 19,2 мас Юпітера; найменш масивною планетою є PSR B1257+12 b, маса якої 0,00007 мас Юпітера або 0,022 мас Землі. Найдовший орбітальний період з усіх планет, виявлених за допомогою вимірювання пульсацій — у PSR B1620-26 b, який становить 36525 днів або 100 років; найкоротший період — у SDSS J1228+1040 b, який становить 0,0857 дня. У системі PSR B1257+12 цим методом виявлено три екзопланети.

## Перелік
Жовтим кольором відображають членів багатопланетної системи